# Bilderbergconferentie 2001
De Bilderbergconferentie van 2001 werd gehouden van 24 t/m 28 mei 2001 in het Hotel Stenungsbaden in Stenungsund, bij Göteborg in Zweden. Vermeld zijn de officiële agenda indien bekend, alsmede namen van deelnemers indien bekend. Achter de naam van de opgenomen deelnemers staat de hoofdfunctie die ze op het moment van uitnodiging uitoefenden.

## Agenda
- Defense (Defensie)
- China/Japan (China/Japan)
- Russia (Rusland)
- Europe (Europa)
- Productivity (Productiviteit)
- Agriculture (Landbouw)
- Middle-East (Midden-Oosten)
- Globalization (Globalisering)

## Deelnemers
- Nederland - Koningin Beatrix, staatshoofd der Nederlanden
- Nederland - Prins Willem-Alexander
- Nederland - Antony Burgmans (voorzitter Unilever N.V.)
- België - Étienne Davignon, Belgisch voorzitter Generale Maatschappij van België) erevoorzitter Bilderberggroep, voormalig vicevoorzitter van de Europese Commissie)
- Nederland - Victor Halberstadt (Professor Economie, Rijksuniversiteit Leiden; voormalig secretaris Bilderberggroep)
- Nederland - Cees van der Hoeven (president Ahold N.V.)
- België - Jan Huyghebaert (voorzitter Almanij N.V.)
- Nederland - Ad Melkert (leider PvdA)

1954 ·
1955 (1) ·
1955 (2) ·
1956 ·
1957 (1) ·
1957 (2) ·
1958 ·
1959 ·
1960 ·
1961 ·
1962 ·
1963 ·
1964 ·
1965 ·
1966 ·
1967 ·
1968 ·
1969 ·
1970 ·
1971 ·
1972 ·
1973 ·
1974 ·
1975 ·
(1976) ·
1977 ·
1978 ·
1979 ·
1980 ·
1981 ·
1982 ·
1983 ·
1984 ·
1985 ·
1986 ·
1987 ·
1988 ·
1989 ·
1990 ·
1991 ·
1992 ·
1993 ·
1994 ·
1995 ·
1996 ·
1997 ·
1998 ·
1999 ·
2000 ·
2001 ·
2002 ·
2003 ·
2004 ·
2005 ·
2006 ·
2007 ·
2008 ·
2009 ·
2010 ·
2011 ·
2012 ·
2013 ·
2014 ·
2015 ·
2016 ·
2017 ·
2018 ·
2019 ·
2020 ·
2021 ·
2022 ·
2023